# Neoplan Skyliner
Der Skyliner ist ein Doppeldecker-Reisebus der Marke Neoplan, der seit 1967 erst von Gottlob Auwärter und inzwischen von MAN hergestellt wird.

## Geschichte
Im Jahr 1964 entwickelte der zweite Sohn des Gründers, Konrad Auwärter, im Rahmen seiner Dissertation einen Doppelstockentwurf für einen Linienbus. Der „Do-Bus“ hatte ein extrem geringes Gewicht und konnte über 100 Fahrgäste befördern. Außerdem verfügte er über eine Tiefrahmen-Vorderachse mit vorgelagertem Lenkgetriebe, die einen niedrigen flachen Boden ermöglichte. Das Doppelstockprinzip wurde auf die Konstruktion von Reisebussen übertragen, wodurch ein revolutionäres komfortables Fahrzeug mit hoher Kapazität für Reisen entstand. Dieses Fahrzeug wurde unter dem Namen Skyliner bekannt und verschaffte dem Unternehmen ein Image, das die Marke Neoplan von ihren Mitbewerbern abhob und das Interesse an ihren Produkten in ganz Europa weckte.
Aufgrund der Beliebtheit des Skyliners wurde 1973 in Pilsting und 1974 in Kumasi jeweils eine neue Produktionsstätte eröffnet.
Im Jahr 1989 führte die Tochtergesellschaft Neoplan USA eine im Inland produzierte Version des Skyliners als AN122/3 ein, die den Hersteller (American Neoplan), das Modell (122) und die Anzahl der Achsen (3) bezeichnete. Die Produktion in den Vereinigten Staaten qualifizierte den Bus für staatliche Subventionen gemäß den Anforderungen des Buy America Act. Der AN122/3 war mit Detroit-Diesel-Motoren der Serie 60 und Allison-B500-Getrieben erhältlich, die üblicherweise in Transitbussen eingesetzt werden, so dass der Doppeldeckerbus den Ersatzteilbestand und die Wartungseinrichtungen mit der übrigen Busflotte teilen konnte.
Auf der Busworld Europe 2023 wurde bekannt gegeben, dass der Skyliner ab dem Modelljahr 2024 auf Basis einer neuen Elektronikplattform gebaut werden. Damit wird auch der neue Fahrerarbeitsplatz eingeführt. Dieser bietet ein 12 Zoll Zentraldisplay, das vollkommen digital ausgeführt ist und über einen zentralen Mitteilungsbereich mit sich überlagernden Infoebenen verfügt. Optional kann auch das neue Multifunktionslenkrad bestellt werden, über das viele Funktionen komfortabel bedient werden können. Erstmals lässt sich das Lenkrad auch zur besseren Bewegungsfreiheit des Fahrers vollständig nach oben klappen.

## Galerie

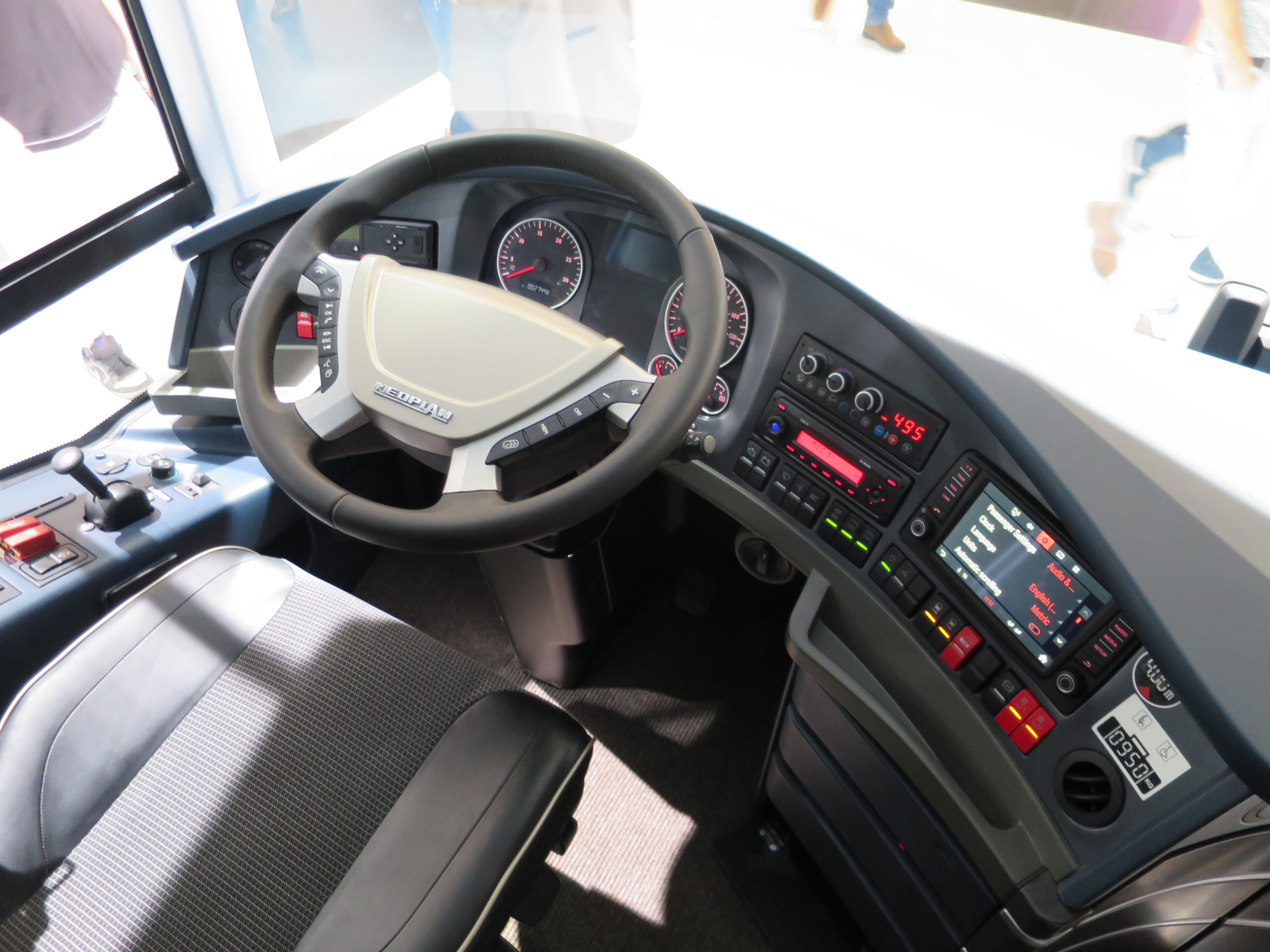
Fahrerarbeitsplatz
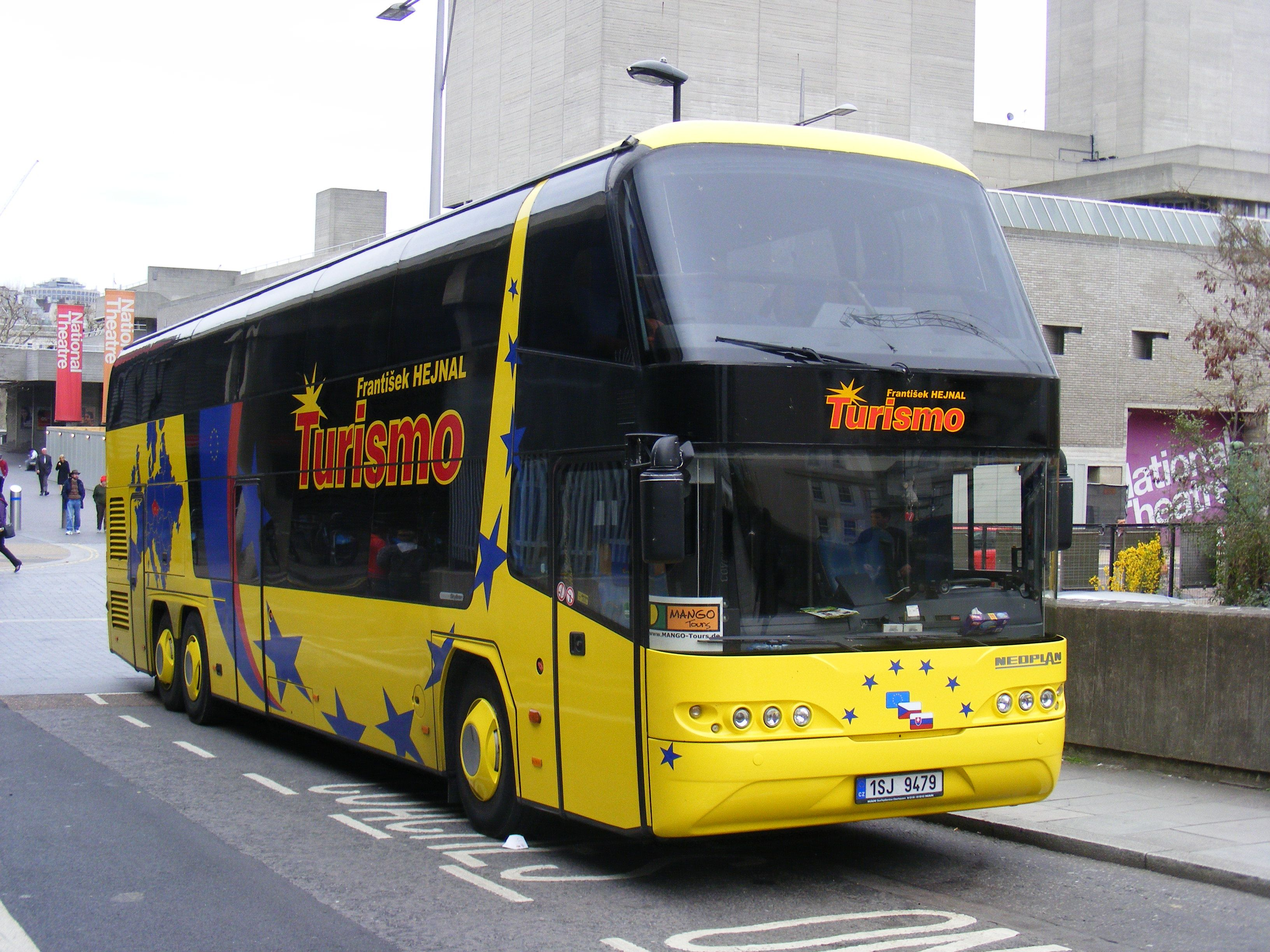
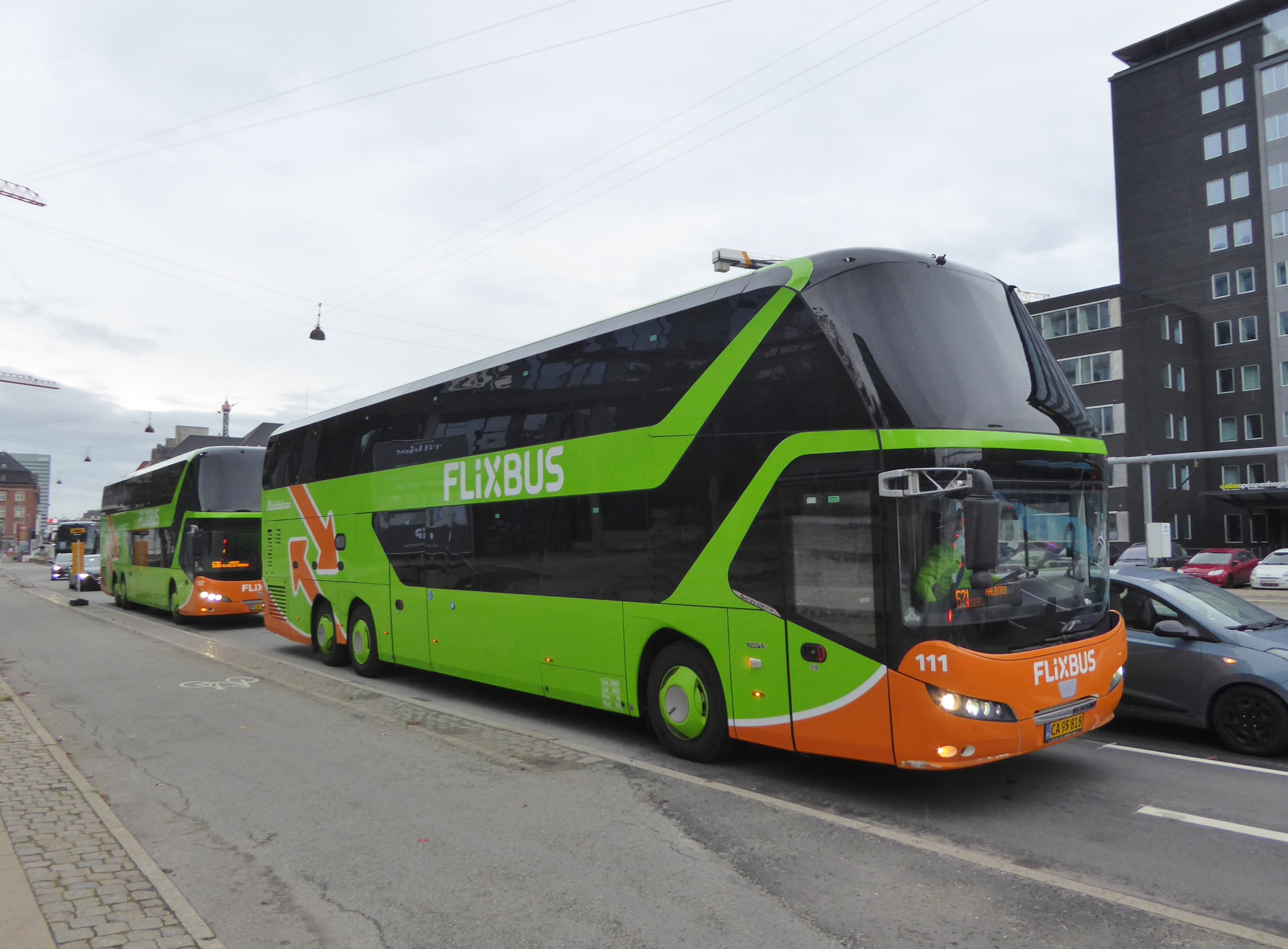
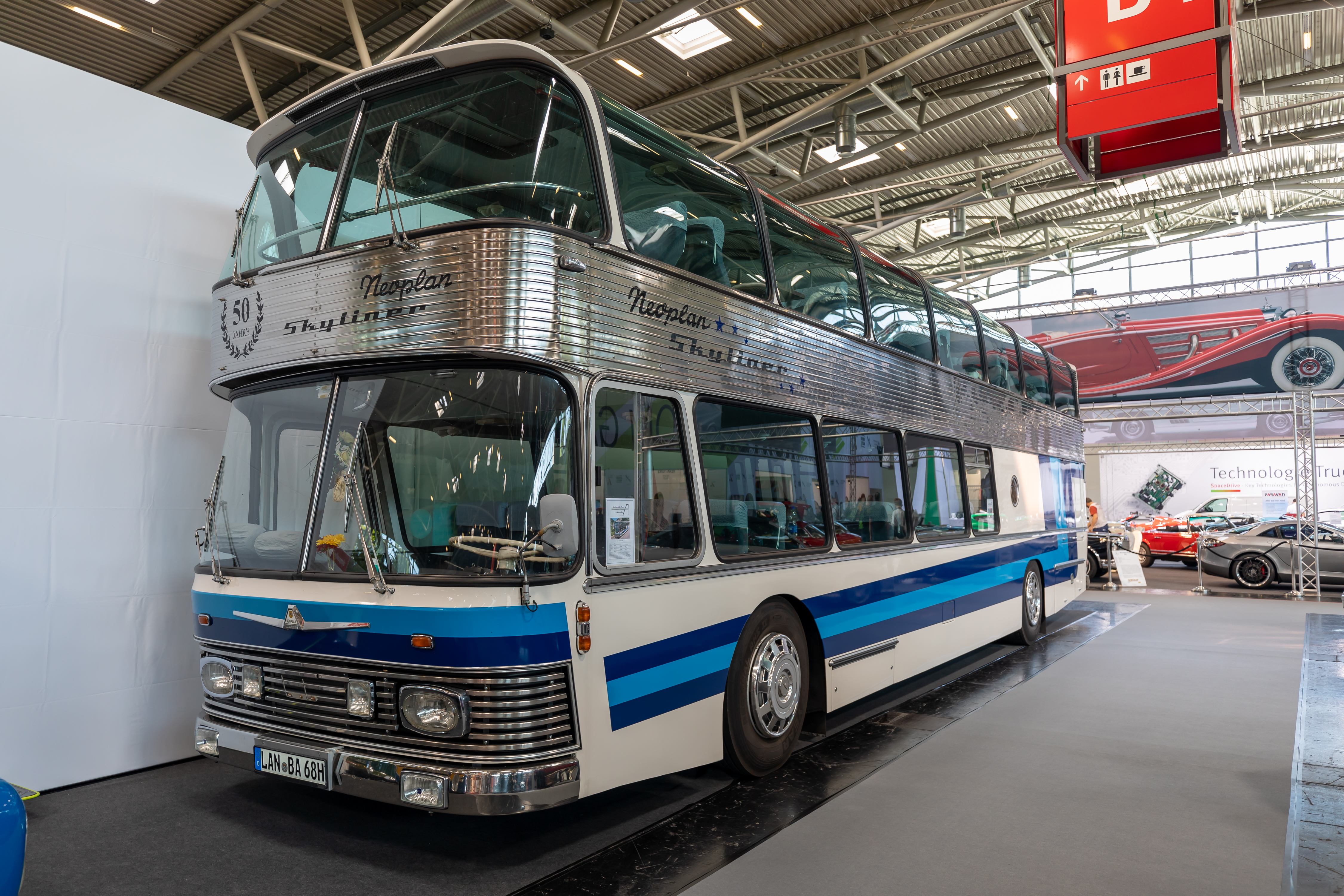